# Agustín Díaz (futbolista argentino)
Agustín Hernan Díaz (Villa Carlos Paz, Córdoba, Argentina; 5 de mayo de 1988) es un futbolista argentino. Juega de centrocampista en el ASD Canicatti de la Serie D de Italia.
El "Tin" jugó en Talleres desde 2006 y debutó de la mano de Roberto Oste en la B Nacional de ese año. Jugaría solo 6 partidos para "volver a debutar" en 2009 por el primer partido de Talleres en el Argentino A. Luego se iría a Godoy Cruz y volvería a Talleres para la temporada 2016, aunque pasaría a préstamo nuevamente al Atlético Rafaela. Desde 2022 continuó su carrera en Italia.

## Trayectoria

### Talleres
Algunos de sus momentos más importantes fueron un gol por encima del arquero contra Central Norte en la remontada por 5 a 2 de Talleres en el Estadio Kempes, el gol que convirtió a Sportivo Belgrano por la Copa Argentina, o su debut con gol ante Juventud Unida de San Luis ante 20 mil espectadores por el primer partido del Argentino A para Talleres.

#### Inicios
Del puesto de enganche en el que se desempeñó desde las inferiores albiazules, poco más de una década atrás, Bianco decidió reubicarlo como doble "5". Fue en ese lugar de la cancha donde encontró su espacio y rindió a un nivel más que elevado. Con la llegada de Sialle, Agustín tuvo que pelearla para conseguir la titularidad.

#### 2012-13
Desde 2013 fue una pieza clave en el equipo de "Cacho" Sialle, siendo una persona importante en el ascenso del "Matador" a la B Nacional. Se habló de un posible traspaso al Brescia Calcio, a Lanús y hasta a un equipo de los Emiratos Árabes.
"Cumplí 100 partidos. Jugué el primero en el Argentino A. Perdimos con Juventud. Hice el gol del descuento y me valió renovar el contrato. José Bianco hizo que me quedara cuando me iban a prestar y jugué en otra función en el medio" dijo una vez Díaz en una entrevista con La Voz del Interior. Luego de la vuelta a la B de Talleres, el exjugador del equipo albiazul Javier Pastore dijo a Cadena 3: "Talleres me llena mucho. Voy a tener la camiseta del ascenso gracias a Agus Díaz que me la ha guardado".

#### 2013-14
El Tin jugó para Talleres en la B Nacional, y a pesar de ser uno de los jugadores más destacados del equipo, el club no pudo mantenerse y regresó a la tercera división.

#### 2014
El Tin acompañó al equipo albiazul al Federal A y después de una destacada campaña del club quedaron eliminados en el último partido ante Gimnasia de Mendoza. Este fue el último partido de Díaz con la "T".

#### 2015
Agustín Díaz es cedido a préstamo por un año a Godoy Cruz de Mendoza para jugar en la Primera División del Fútbol Argentino.

#### 2016
Agustín Díaz regresa del préstamo a Godoy Cruz para jugar la temporada 2016 en Talleres. Pero es prestado a Atlético Rafaela por 18 meses.

## Clubes
Actualizado al 17 de julio de 2016
| Club                           | País      | Años          | Partidos por Liga | Partidos por Copa | Goles por Liga | Goles por Copa |
| ------------------------------ | --------- | ------------- | ----------------- | ----------------- | -------------- | -------------- |
| Talleres                       | Argentina | 2006-2017     | 113               | 5                 | 13             | 1              |
| Godoy Cruz (préstamo)          | Argentina | 2015          | 21                | 1                 | 1              | 0              |
| Atlético de Rafaela (préstamo) | Argentina | 2016          | 16                | No disputó        | 0              | No disputó     |
| Agropecuario                   | Argentina | 2017-2019     | 6                 | 0                 | 0              | 0              |
| Ferro (GP)                     | Argentina | 2021-2022     |                   |                   |                |                |
| Arbus Calcio                   | Italia    | 2022          |                   |                   |                |                |
| USD Città di Fasano            | Italia    | 2022          |                   |                   |                |                |
| ASD Canicatti                  | Italia    | 2022-presente |                   |                   |                |                |

## Palmarés

### Campeonatos nacionales
| Título             | Club     | País      | Año  |
| ------------------ | -------- | --------- | ---- |
| Torneo Argentino A | Talleres | Argentina | 2013 |
| Torneo de Reserva  | Talleres | Argentina | 2017 |